# Zimtschnecke

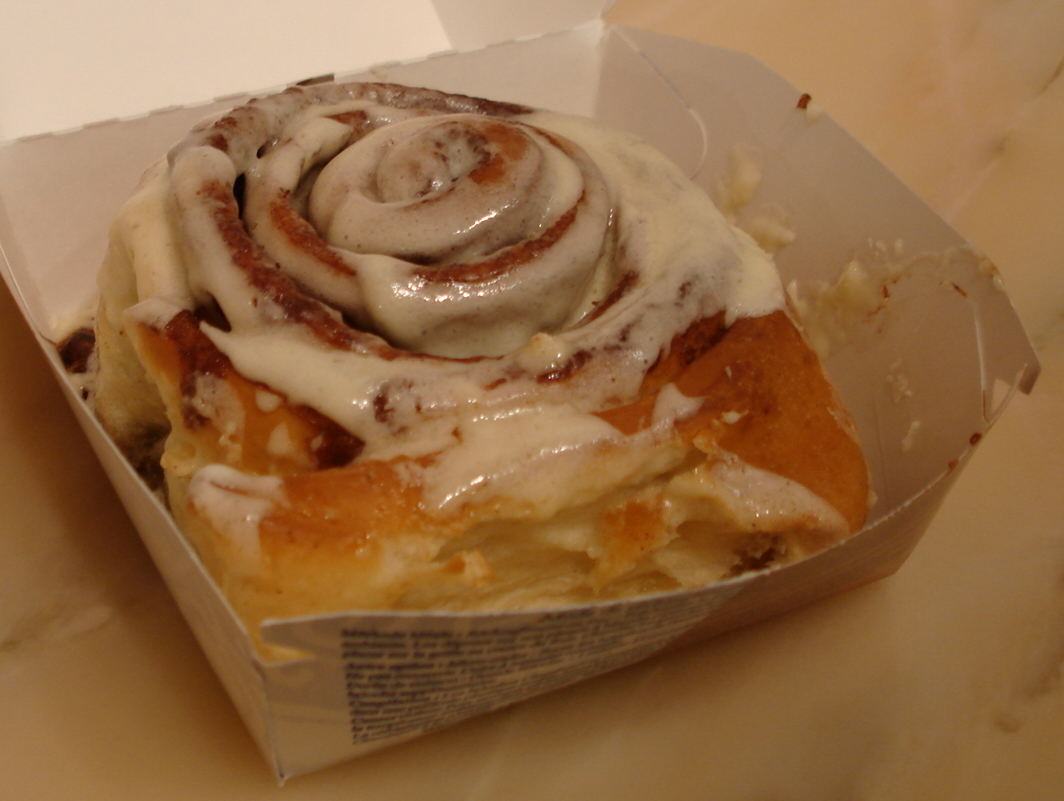
Zimtschnecke mit Zuckerguss (USA)

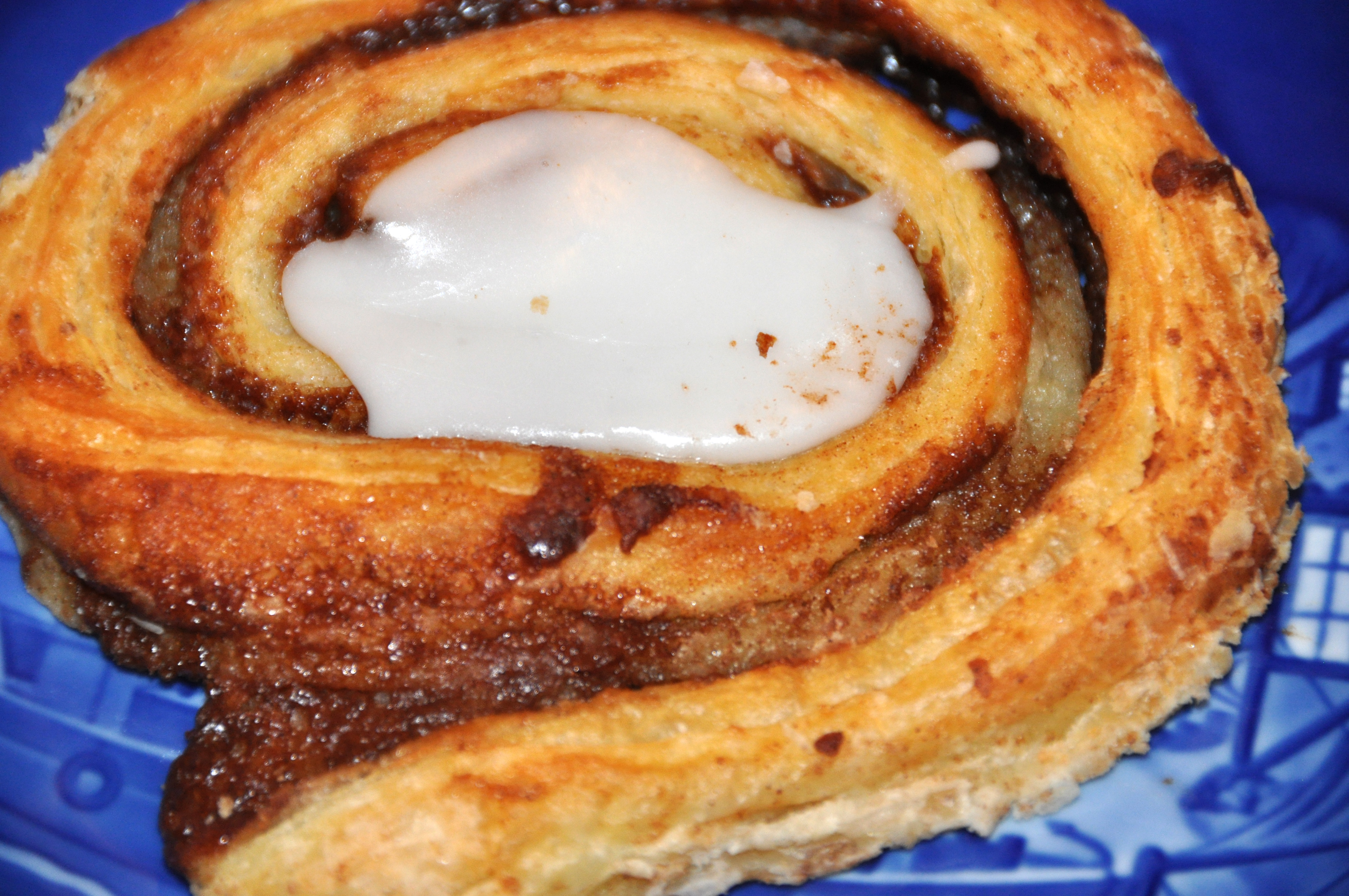
Zimtschnecke (Kanelsnegl) aus Dänemark

Cinnamood Zimtschnecken

Eine Zimtschnecke (im Südwesten Deutschlands auch Schneckennudel genannt; in Österreich auch Zuckerschnecke genannt, dänisch: kanelsnegl, schwedisch: kanelbulle) ist ein süßes Gebäck, das in Skandinavien und Mitteleuropa, aber auch in ganz Nordamerika (als cinnamon roll oder brioche à la cannelle) verbreitet ist. Sie besteht aus einem Hefeteig, der mit Butter bestrichen und mit einer Zimt-Zucker-Mischung bestreut wird. Dann wird die Teigplatte aufgerollt. Die Rolle wird in fingerbreite Streifen geschnitten. Die Teigschnecken werden auf einem Blech oder in einer Reine gebacken.
Die meisten Zimtschnecken werden nach dem Backen mit einem Zuckerguss versehen.
In Nordamerika sind die Zimtschnecken kleiner und werden vor allem durch Franchise-Ketten verkauft (Kanada: Cinnzeo, USA: Cinnabon).
Zimtschnecken sind auch im skandinavischen Raum weit verbreitet. Die schwedische Form der Zimtschnecke heißt Kanelbulle und ist eines der bekanntesten und beliebtesten Gebäcke des Landes. Seit 1999 wird der 4. Oktober in Schweden als „Tag der Zimtschnecke“ (kanelbullens dag) gefeiert. In Dänemark heißt die Zimtschnecke kanelsnegl (sprich: kanelsnail) und gehört zum Standardangebot jeder Bäckerei. Kanelsnegle werden in verschiedenen Größen und Formen angeboten, am weitesten verbreitet sind hohe Kanelsnegle aus weichem Teig mit Schokoladenglasur oder weißer Glasur. Im Unterschied zu anderen nordischen Zimtschnecken bestehen die Dänischen traditionell aus Plunderteig.
In Dänemark kam es 2013/2014 zu öffentlichen Diskussionen über die von der Europäischen Union festgesetzten Höchstgrenzen von Cumarin im Zimt, das in größeren Mengen gesundheitsschädlich sein kann. Im Juni 2014 wurde die Zimtschnecke von den dänischen Lebensmittelbehörden (wie bereits in Schweden geschehen) als traditionelles Backwerk anerkannt, wofür höhere Grenzwerte gelten dürfen.